# Chironomus terminalis
Chironomus terminalis är en tvåvingeart som först beskrevs av Johann Wilhelm Meigen 1818.  Chironomus terminalis ingår i släktet Chironomus och familjen fjädermyggor.
Artens utbredningsområde är Österrike. Inga underarter finns listade i Catalogue of Life.